# Arthrobotrys polycephala
Arthrobotrys polycephala är en svampart som först beskrevs av Drechsler, och fick sitt nu gällande namn av Rifai 1968. Arthrobotrys polycephala ingår i släktet Arthrobotrys och familjen vaxskålar.   Inga underarter finns listade i Catalogue of Life.